# Gene Kelly
Gene Kelly, właśc. Eugene Curran Kelly (ur. 23 sierpnia 1912 w Pittsburghu, zm. 2 lutego 1996 w Beverly Hills) – amerykański tancerz, choreograf, piosenkarz, aktor filmowy, teatralny i telewizyjny oraz reżyser.

## Życiorys
Urodził się w rodzinie sprzedawcy fonografów, Jamesa Kelly’ego, oraz byłej aktorki Harriet. Gdy miał osiem lat, matka zapisała go na pierwszy kurs baletu, jednak chłopiec dopiero z czasem – w wieku 15 lat – zainteresował się tańcem na poważnie. Jako nastolatek był bardzo aktywny, uwielbiał football i baseball. Stepowania nauczył go utalentowany brat Fred.
Z wykształcenia był ekonomistą. Nastały w Ameryce wielki kryzys uniemożliwił mu pracę w zawodzie. Aby utrzymać rodzinę, otworzył wspólnie z braćmi szkołę tańca, która wkrótce otrzymała nazwę Gene Kelly Studio. Występował również w klubach i barach Pittsburgha jako członek The Kelly Brothers.
Pod koniec lat 30. zadebiutował na teatralnych deskach Nowego Jorku. Punktem przełomowym okazał się dla niego broadwayowski musical Kumpel Joey (1940). Na wielkim ekranie debiutował u boku Judy Garland w musicalu Dla mnie i mojej dziewczyny (1942). Już na samym początku jego kariery filmowej można było dostrzec rewolucyjne podejście aktora do formuły musicalu, a także jego oryginalny styl tańca – bardziej dynamiczny, z licznymi wpływami baletu i tańców afroamerykańskich. W przeciwieństwie do dotychczasowego króla filmów muzycznych, Freda Astaire'a, Kelly tańczył całym ciałem, jego płynne i znakomite ruchy były wyzbyte dostojności, a strój po raz pierwszy w historii musicalu swobodny, codzienny.
W kolejnych latach występował u boku Rity Hayworth w Modelce (1944), Judy Garland w Thousands Cheer (1943) i Piracie (1948), a także Franka Sinatry w musicalach: Podnieść kotwicę (1945), Zabierz mnie na mecz (1949) i Na przepustce (1949). Ten ostatni był również pierwszym filmem, który Kelly współreżyserował ze Stanleyem Donenem. W 1944 wstąpił do marynarki, gdzie realizował filmy instruktażowe dla armii.
Jego najsłynniejsze dzieła powstały na początku lat 50. XX wieku. Były to musicale: Amerykanin w Paryżu (1951) Vincente Minnellego i Deszczowa piosenka (1952), którą reżyserował ze Stanleyem Donenem. Z drugiego filmu pochodzi jego słynne wykonanie utworu „Singin' in the Rain”. W 1951 otrzymał Oscara Specjalnego za dotychczasowy dorobek. Jego późniejsze filmy to m.in.: Brigadoon (1954), Zawsze jest piękna pogoda (1955), Kto sieje wiatr (1960) czy Panienki z Rochefort (1967). W 1969 wyreżyserował musical Hello, Dolly! z Barbrą Streisand w roli głównej.
Odznaczony Narodowym Medalem Sztuki, kawaler Legii Honorowej. American Film Institute umieścił go na 15. miejscu na liście największych aktorów wszech czasów (The 50 Greatest American Screen Legends). W 1959 zasiadł w jury konkursu głównego na 12. MFF w Cannes.

## Aktor
- 1942 Dla mnie i mojej dziewczyny (For Me and My Gal)
- 1943 Pilot #5
- 1943 Du Barry Was a Lady
- 1943 Thousands Cheer
- 1943 Krzyż Lotaryngii (The Cross of Lorraine)
- 1944 Modelka (Cover Girl)
- 1944 Christmas Holiday
- 1945 Podnieść kotwicę (Anchors Aweigh)
- 1946 Rewia na Broadwayu (Ziegfeld Follies)
- 1947 Living in a Big Way
- 1948 Pirat (The Pirate)
- 1948 Trzej muszkieterowie (The Three Musketeers)
- 1948 Słowa i muzyka (Words and Music)
- 1949 Zabierz mnie na mecz (Take Me Out to the Ball Game)
- 1949 Na przepustce (On the Town)
- 1950 Black Hand
- 1950 Summer Stock
- 1951 Amerykanin w Paryżu (An American in Paris)
- 1951 It’s a Big Country
- 1952 Council of Europe
- 1952 Love Is Better Than Ever
- 1952 Deszczowa piosenka (Singin' in the Rain)
- 1952 The Devil Makes Three
- 1954 Brigadoon
- 1954 Crest of the Wave
- 1954 Z głębi serca (Deep in My Heart)
- 1955 Zawsze jest piękna pogoda (It's Always Fair Weather)
- 1955 1955 Motion Picture Theatre Celebration
- 1956 The Magic Lamp
- 1956 Zaproszenie do tańca (Invitation to the Dance)
- 1957 Szczęśliwa droga (The Happy Road)
- 1957 Roztańczone dziewczyny (Les Girls)
- 1958 Flower Drum Song
- 1958 Marjorie Morningstar
- 1960 Kto sieje wiatr (Inherit the Wind)
- 1960 Pokochajmy się (Let's Make Love)
- 1964 Pięciu Mężów Pani Lizy (What a Way to Go!)
- 1967 Panienki z Rochefort
- 1973 Czterdzieści karatów (40 Carats)
- 1974 Just One More Time
- 1974 To jest rozrywka! (That’s Entertainment!)
- 1975 The Lion Roars Again
- 1976 To jest rozrywka! II (That’s Entertainment, Part II)
- 1977 Viva Knievel!
- 1980 Xanadu
- 1980 The Muppet Show (sezon 5, odc. 1) – gwiazda programu
- 1981 Reporters
- 1985 That’s Dancing!
- 1993 The Young Girls Turn 25
- 1994 To jest rozrywka! III (That’s Entertainment, Part III)

## Reżyser
- 1949 Na przepustce (On the Town)
- 1951 Amerykanin w Paryżu (An American in Paris)
- 1952 Deszczowa piosenka (Singin' in the Rain)
- 1955 Zawsze jest piękna pogoda (It's Always Fair Weather)
- 1956 Zaproszenie do tańca (Invitation to the Dance)
- 1957 Szczęśliwa droga (The Happy Road)
- 1958 The Tunnel of Love
- 1962 Gigot
- 1967 Poradnik żonatego mężczyzny (A Guide for the Married Man)
- 1969 Hello, Dolly!
- 1970 Klub Towarzyski Cheyenne (The Cheyenne Social Club)
- 1976 To jest rozrywka! II (That’s Entertainment, Part II)

## Nagrody
- Nagroda Akademii Filmowej Oscar za całokształt pracy aktorskiej: 1952
- Złoty Glob Nagroda im. Cecila B. DeMille’a: 1981
- Nagroda na MFF w Berlinie Złoty Niedźwiedź: 1956 Zaproszenie do tańca